# Joseph Deng
Joseph Deng (né le 7 juillet 1998 à Kakuma, au Kenya) est un athlète australien d’origine sud-soudanaise, spécialiste du 800 mètres.

## Biographie
Joseph Deng est né dans un camp de réfugiés au Kenya après que sa mère eut fui la guerre au Sud-Soudan. Il arrive en Australie à l'âge de six ans. 
En 2016 il participe aux championnats du monde juniors, où il atteint les demi-finales. En 2017 il établit un record personnel de 1 min 46 s 51.
En 2018, encore junior, il est aligné aux championnats d'Australie, où il remporte la finale B en 1 min 45 s 71, temps qualificatif aux Jeux du Commonwealth, où il termine 7e.
Lors du meeting Herculis 2018, il bat en 1 min 44 s 21 le record d'Australie détenu depuis 1968 par Ralph Doubell en 1 min 44 s 40, puis égalé par Alex Rowe en 2014. Son temps améliore également le record d’Océanie, qui datait de 1962, alors record du monde par Peter Snell (en 1 min 44 s 3, temps manuel, couru sur herbe).
En 2023 il revient à son meilleur niveau et  réalise 1 min 43 s 99 à Décines, ce qui améliore d'un centième le record d'Océanie de Peter Bol.